# Pyrrolysine
Pyrrolysine (ký hiệu Pyl hoặc O; được mã hóa bởi "codon dừng" hổ phách "UAG) là một axit ɑ-amin được sử dụng trong quá trình sinh tổng hợp protein trong một số vi khuẩn và vi khuẩn và vi sinh vật cổ sinh mêtan; amino acid này không hiện diện ở người. Nó chứa một nhóm α-amino (ở dạng proton - +NH3 trong điều kiện sinh học), một nhóm axit là carboxyl (ở dạng giảm proton –COO− trong điều kiện sinh học). Chuỗi bên pyrroline của nó tương tự như lysine cơ bản và tích điện dương ở pH trung tính.

## Di truyền
Gần như tất cả các protein được tạo ra chỉ bằng sử dụng 20 amino acid tiêu chuẩn. Hai amino acid bất thường được mã hóa bởi gen là là selenocysteine và pyrrolysine. Pyrrolysine được phát hiện vào năm 2002 tại trung tâm hoạt động của enzyme methyl-transferase từ loài vi sinh vật cổ sản xuất mêtan, Methanosarcina barkeri. amino acid này được mã hóa bởi UAG (thường là một codon dừng), sự tổng hợp và sử dụng pyrrolysine để xây dựng protein được trung gian thông qua bộ máy sinh học được mã hóa bởi nhóm gen pylTSBCD.

## Cấu tạo
Như được xác định bởi kỹ thuật tinh thể học tia X  và khối phổ MALDI, pyrrolysine được tạo thành từ 4-methylpyrroline-5-carboxylate trong liên kết amide với ϵN của lysine.

## Tổng hợp
Pyrrolysine được tổng hợp trong cơ thể (in vivo) bằng cách kết hợp hai phân tử L-lysine. Một phân tử lysine đầu tiên được chuyển thành (3R) -3-methyl-D-ornithine, sau đó được kết nối với lysine thứ hai. Một nhóm NH2 được loại bỏ, sau đó là quá trình vòng hóa và loại nước để sinh ra L-pyrrolysine.